# BVA Auctions
BVA Auctions is een Nederlands online veilinghuis dat in 2003 werd opgericht. 
BVA Auctions organiseert veilingen in opdracht van onder andere de overheid, bedrijven en curatoren. Het bedrijf heeft 125 medewerkers in dienst. In 2014 werd BVA Auctions samen met een Oostenrijks en Duits bedrijf overgenomen door de investeringsmaatschappij Bencis.
Naar eigen zeggen heeft BVA Auctions begin 2016 zes miljoen kavels geveild in meer dan 17 duizend veilingen.
Medio 2016 nam BVA Auctions het in 1959 opgerichte Notarishuis Arnhem over. Het notarishuis is actief in kunst, antiek en inboedelgoederen en is het eerste traditionele veilinghuis waarmee de internetveiler gaat samenwerken. Wanneer de samenwerking aan de verwachtingen voldoet, wil BVA Auctions ook in naburige landen met traditionele veilinghuizen gaan samenwerken.
In juni 2018 fuseerde BVA Auctions met Troostwijk Auctions & Valuations en gaan samen verder onder de holding TBAuctions.
In augustus 2024 werd de overname bekendgemaakt van het Duitse Surplex. Met deze koop wordt TBAuctions in zeven nieuwe landen actief, waaronder Spanje, Polen en Roemenië, en versterkt de aanwezigheid in Duitsland, Frankrijk en Italië. De gecombineerde merken van TBAuctions veilen jaarlijks meer dan 1,6 miljoen zakelijke goederen uit twintig landen met een totaal veilingresultaat van ruim 1,6 miljard euro. Er zijn bijna 1200 medewerkers in dienst.